# Amblyomma pseudoparvum
Amblyomma pseudoparvum är en fästingart som beskrevs av Guglielmone, Mangold och James E. Keirans 1990. Amblyomma pseudoparvum ingår i släktet Amblyomma och familjen hårda fästingar. Inga underarter finns listade i Catalogue of Life.